# Norbert Hillaire
Norbert Hillaire est un essayiste et théoricien français, spécialiste des relations entre art et nouvelles technologies. Né le 5 mars 1949 à Nîmes, il est Professeur à l’Université de Nice Sophia Antipolis et Directeur de recherche au sein de l'équipe Art & Flux de l’Institut ACTE, Université Paris-1 Panthéon-Sorbonne.
Critique d'art, artiste et entrepreneur, il préside l’association Les murs ont des idées, spécialisée dans le design de services appliqués aux modes de vie et à l'hospitalité.
En 1991 il assure, en partenariat avec Michel Jaffrenou, la direction du premier hors-série Art Press consacré aux mutations de l’art à l’heure des nouvelles technologies.
Conscient que les nouveaux médias et notamment Internet sont alors en passe de modifier considérablement la relation à l’œuvre d’art et le paysage culturel, il pilotera un certain nombre de missions prospectives et interdisciplinaires pour de grandes institutions regroupant artistes, chercheurs et experts.
Son ouvrage, L’art numérique, coécrit avec Edmond Couchot, fait aujourd’hui référence.

## Questionner la modernité
Connu pour ses écrits dans les domaines de l'Esthétique, de la philosophie et de la culture, il s’est attaché à comprendre comment la contemporanéité, et avec elle, l’art et les technologies numériques, se posent en rupture avec ce qui les précède. Questionnant la recherche de singularité qui nourrit le discours postmoderne, il perçoit dans les innovations techniques, culturelles et artistiques qui marquent le monde actuel, aussi bien un épuisement des anciens schèmes hérités de l’ère moderne qu’une actualisation féconde d’enjeux présentés parfois à tort comme "nouveaux".
Ainsi le spectre d’une fin annoncée de la modernité s’oppose-t-il à une hybridation toujours plus prospère entre l’ancien et l’actuel.
Sa pensée se nourrit de littérature classique et moderne, et en particulier des théories du texte littéraire issues du structuralisme et de la sémiologie dans les années 1970, des sciences de la communication naissantes à l'époque (portées alors au sein de l'École des hautes études en sciences sociales par la revue Communications), aussi bien qu’elle puise dans la philosophie critique de Nietzsche ou de Walter Benjamin.

## Œuvre et production artistique
Norbert Hillaire est à l’origine d’une œuvre singulière, qu'il définit comme « la poursuite de son travail théorique d'enseignement et de recherche par d'autres moyens », et qui participe de cette "réécriture mobilographique du monde contemporain" à laquelle nous assistons avec les smartphones et autres appareils connectés.
Cette œuvre interroge les relations entre les arts et les médias dans l'art, entre culture postmoderne et "grand art", entre professionnels et amateurs : ses photomobiles sont des séries d’instantanés captés avec son téléphone portable, puis assemblés en triptyques ou en diptyques (parfois rehaussés de dessins) et "montés" (dans le sens d'une relecture critique de cette connaissance par le montage qui définit le premier cinéma des avant-garde).
Ce sont des fragments de vision et de lumière restituant à la volée le désir de vitesse qui caractérise nos sociétés actuelles.
Transgressant la fixation d’un espace dans le temps (ou d'un temps dans l'espace), et questionnant ainsi l’objet photographique, c’est dans le tumulte et le foisonnement d’un espace désormais multiplié, mobile et digital que s’inscrivent ses œuvres.
La captation du réel par l’objectif est ainsi l’occasion de dessiner une vision asymétrique où l’espace, tout autant que les lignes de fuites qui le traversent, apparaissent comme une suite de décalages.

## Parcours
Après avoir obtenu son baccalauréat au lycée Alphonse-Daudet de Nîmes, Nobert Hillaire intègre en 1968 l’École des hautes études en sciences sociales et suit notamment les séminaires de Lacan, de Greimas, de Gérard Genette et de Roland Barthes.
C’est sous la direction de ce dernier qu’il rédige en 1973 un mémoire consacré à Gustave Flaubert : L'écriture en suspens : objets et décors dans "Un cœur simple" de Gustave Flaubert. Il soutiendra en 1996 sa thèse de doctorat en Esthétique, Sciences et Technologies des Arts à L’Université de Paris-VIII sous l’intitulé : "Les machines de pensée dans l’espace littéraire, artistique et urbain, travaux 1985/1995".
De 1975 à 1985, il est lecteur puis Professeur à l’étranger (en Italie, à l’Université de Pescara, puis au Maroc, au centre de formation des enseignants du Second Degré de Casablanca).
Il dirige, en 1991, le numéro spécial d'une revue d’art française sur le thème des nouvelles technologies : Hors-série Art Press N°12, Nouvelles technologies, un art sans modèle (avec Michel Jaffrenou). Contributeurs : Roy Ascott, François Barré, Philippe Quéau, Jean Nouvel, Umberto Eco, Bernard Stiegler, Paul Virilio, Bill Viola, François Laruelle, Marvin Minsky, Jean-Louis Weissberg.
En 1992, il coordonne, à la demande de François Barré (alors Délégué aux Arts Plastiques auprès du Ministère de la Culture), une mission sur le rôle des nouvelles technologies dans l’art. S’ensuivra un rapport, Création artistique et nouvelles technologies, où figurent des artistes et des chercheurs de premier plan.
Il crée en 1994 NHECS, agence de conseil spécialisée dans l'étude des mutations induites par le développement des technologies dans l’art et la culture.
1996 : publication de la première édition de L’art numérique.
2002 : publication du deuxième numéro spécial de la revue Art Press consacré à l’essor des réseaux numériques et à leur impact sur les domaines artistiques et culturels. Il est nommé Professeur à l'Université de Nice Sophia Antipolis au sein du département Art, Communication et Langage.
2011 : expositions monographiques de ses Photomobiles dans diverses galeries en France et à l’étranger.
2013 : publication du troisième numéro spécial de la revue Art Press consacré à l’art dans l’écosystème numérique. Il rejoint l’équipe d’Art & Flux au sein de l’Institut ACTE, Université Paris-1 Panthéon-Sorbonne.

## L’art et la connaissance à l’épreuve du contemporain

### Essais et recherches
Les travaux et les essais de Norbert Hillaire questionnent les multiples facettes de la contemporanéité et les transformations profondes qui affectent l’économie des biens culturels, la production ainsi que le marché de l’art. Alors que le design relationnel, contemporain du capitalisme tardif et des nouvelles technologies, substitue à l’objet le système et au produit les services, le devenir de l’art de notre temps se joue finalement – y compris sous ses formes critiques – autour du marketing, des industries culturelles et des nouveaux médias.
Dans ce contexte multiple, au croisement des disciplines et des pratiques, les nombreuses problématiques dont traite Norbert Hillaire ont ceci en commun qu’elles ne se limitent pas à une critique de l’esthétisation du monde. Car si les formes de l’art et de la culture sont désormais des productions hybrides, dématérialisées et délocalisées, elles constituent cependant un remarquable fonds de richesse et d’inventivité. Paradoxales, ces créations intangibles, parfois même bricolées, oscillent entre œuvres et marchandises, entre lieu et non-lieu, dans ce que Norbert Hillaire désigne sous la forme d’un duchampisme généralisé.
Cependant la question des relations entre art, science, design et marketing ne doit pas être prise à la légère : lorsque les technosciences, par le biais de prédictions et d’algorithmes, promettent de d’anticiper les goûts des consommateurs, il convient de demeurer vigilant. Dès lors le décloisonnement de toutes ces formes de connaissance ne doit pas être synonyme de dérégulation.
Quant à l’œuvre d’art, celle-ci n’a finalement eu de cesse d’attester de cette volatilité des frontières, et à Norbert Hillaire de nous rappeler qu’il y aurait au cours des temps un jeu constant et récurrent de l’ouverture et de la clôture, polarités entre lesquelles l’œuvre d’art, si on y regarde sur une échelle de temps suffisamment longue, aurait moins eu à trancher et à choisir, qu’à se déplacer.

### Enseignements et université
De décloisonnement, cependant, il est toujours question lorsque Norbert Hillaire promeut, dans le sillage de la pensée de Jacques Derrida, les ’Nouvelles Humanités’. En se présentant en 2012 à la Présidence de l’Université de Nice Sophia Antipolis, il oriente sa candidature autour de dialogues et de rencontres et favorise, dans la tradition universitaire, l’esprit de collégialité. Cette perspective interdisciplinaire a notamment pour but de faire face aux grands enjeux qui traversent l’université à l’heure de son autonomie : fluidité des prises de décision, renforcement des cursus, développement des axes de formation et d’insertion, implication de l’entreprise. Dirigeant un Master Professionnel Ingénierie de la création multimédia et Direction artistique de projets, il présente une vision du savoir reposant sur des échanges constants entre recherche, enseignement et expérience.

### Ouvrages
- La fin de la modernité sans fin. Paris : Éd. l'Harmattan (Coll. Ouverture philosophique, série Esthétique), 2013.
- L'art dans le tout numérique/Art in the digital age. Art Press2 N° 29, juillet 2013.
- Double vue: 50 fragments pour Julien Friedler. Paris: Éd. Somogy, 2012.
- La Côte d’Azur après la modernité. Nice, Éd. Ovadia, 2010.
- L’artiste et l’entrepreneur (dir.). Saint-Étienne : Cité du design éditions, 2008.
- L’expérience esthétique des lieux. Paris : Éd. l'Harmattan (Coll. Ouverture philosophique, série Esthétique), 2008.
- L'art numérique (avec E. Couchot). Paris : Flammarion, 2009 (pour la dernière édition).
- Œuvre et Lieu, essais et documents (en coll. avec Anne-Marie- Charbonneaux). Paris : Flammarion, 2002.
- Architectures de Lumières, vitraux d’artistes contemporains 1975-2000 (sous la direction de Norbert Hillaire et Anne-Marie Charbonneaux). Paris : Éditions Marval, 2000.
- Internet all over, l'Art et la Toile. Hors-Série Art Press, novembre 1999.
- Comment dessiner une assiette ? A propos des Aérodynes de Jean-Luc Poivret. Toulouse : Éditions du Centre Culturel Léonard de Vinci et École Nationale d’Aviation Civile de Toulouse, 1998.
- Nouvelles technologies, un art sans modèle ? Hors-Série Spécial Art Press, N° 12, janvier 1991.
- Michel Jaffrennou. Paris : Éditions La Différence, 1991.

### Articles, contributions et entretiens
- L’art numérique existe-t-il ? Entretien radiophonique réalisé en compagnie de Sylvie Coëllier et de Jean-Paul Fourmentraux le 1er juin 2013 à France Culture. Lien.
- Le futur antérieur de l'œuvre d'art. Revue Multitudes, Numéro spécial, la transmission, décembre 2006. Lien.
- L'œuvre d'art portée disparue au lieu de son événement même, Revue Archée, novembre 2006. Lien.
- Art, temps et médias après la modernité. Revue SKLUNK, Coll. N° 2, Politiques, mars 2006. Lien (PDF).
- Les métamorphoses du mur : paroi, rideau, écran, téléprésence. In : Revue MEI N°21, Espace, corps, communication, Alain Mons (dir.). Paris : Éd. l’Harmattan, 2004.

## Expositions

### 2012
- Exposition personnelle au C.E.D.A.C de Nice, du 15 janvier au 28 février.
- Photomobiles. Série Lignes de fuite. Exposition collective, Galerie Gourvennec Ogor, Marseille, du 29 juin au 30 août.
- Photomobiles. Série Lignes de fuite. Exposition collective, Galerie SAS. 372, Sainte-Catherine Ouest, suite 416, Montréal (Québec) Canada, du 30 août au 6 octobre.

### 2013
- Exposition personnelle au Centre des Arts d’Enghien-les-Bains.